# Várzea (Praia)
Várzea ist ein Stadtteil der Stadt Praia auf der Insel Santiago, Kap Verde. Beim Zensus 2010 hatte das Viertel 4.834 Einwohner. Das Viertel liegt westlich des Stadtzentrums. Angrenzende Stadtteile sind Bairro Craveiro Lopes im Norden, Plateau (Platô) im Osten, Achada Santo António im Süden und Terra Branca im Westen.

## Sehenswürdigkeiten

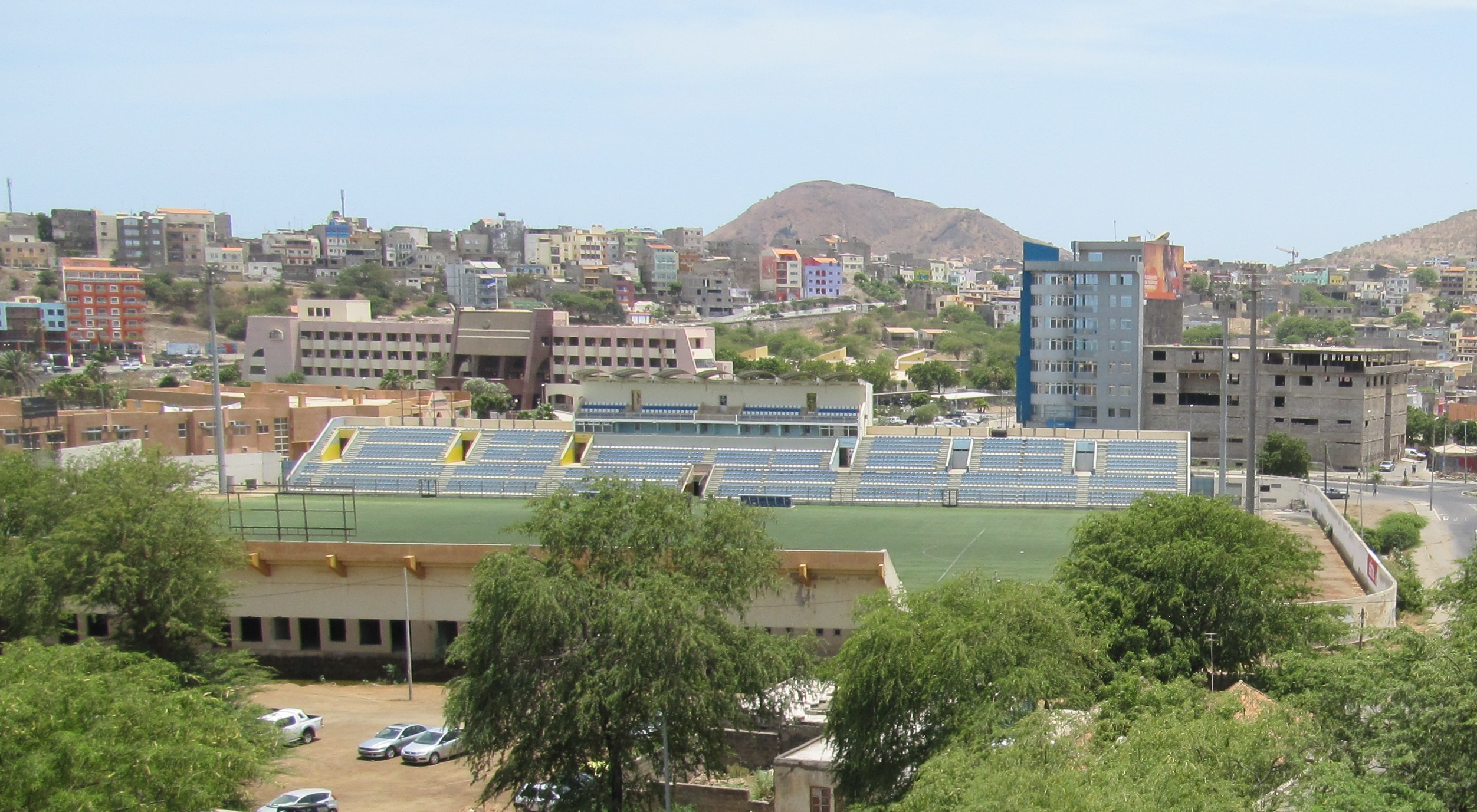
Estádio da Várzea.
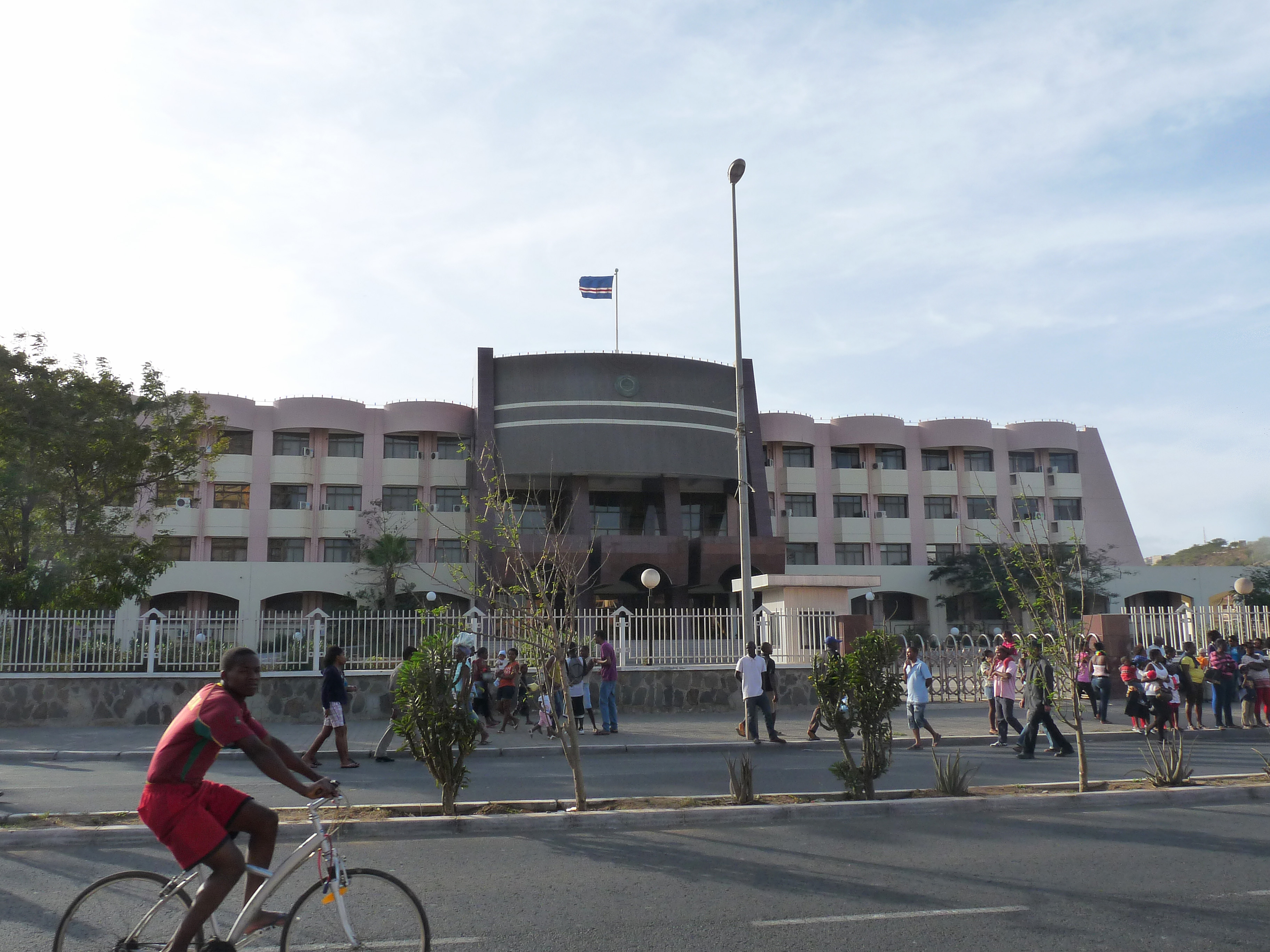
Gebäude der Nationalversammlung
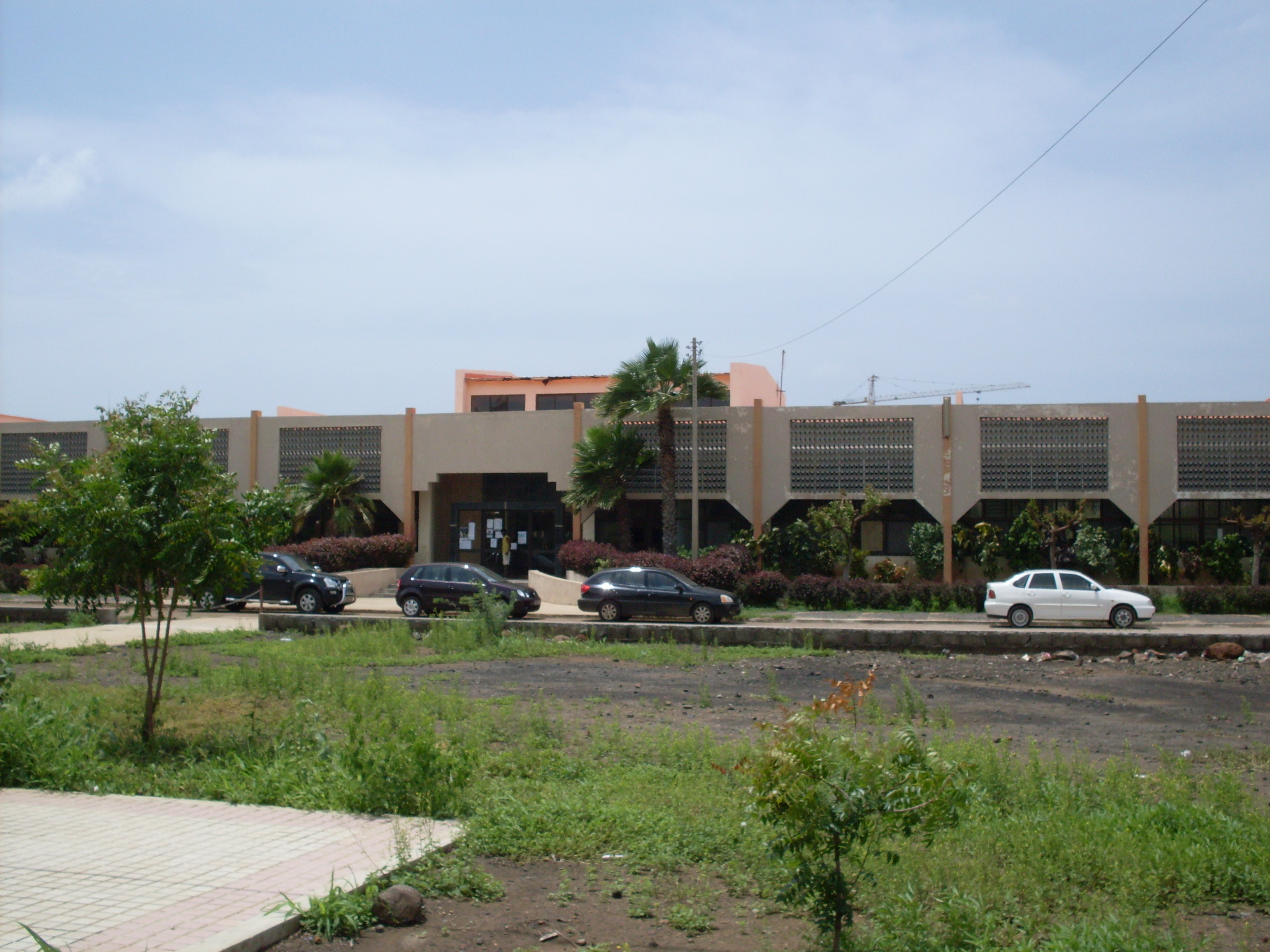
Biblioteca Nacional de Cabo Verde.

In Várzea befinden sich zahlreiche bedeutende Gebäude, unter anderem die Nationalversammlung, die Biblioteca Nacional de Cabo Verde, das Auditório Nacional und das Estádio da Várzea.